# Pauselijke Academie van Sint Thomas van Aquino

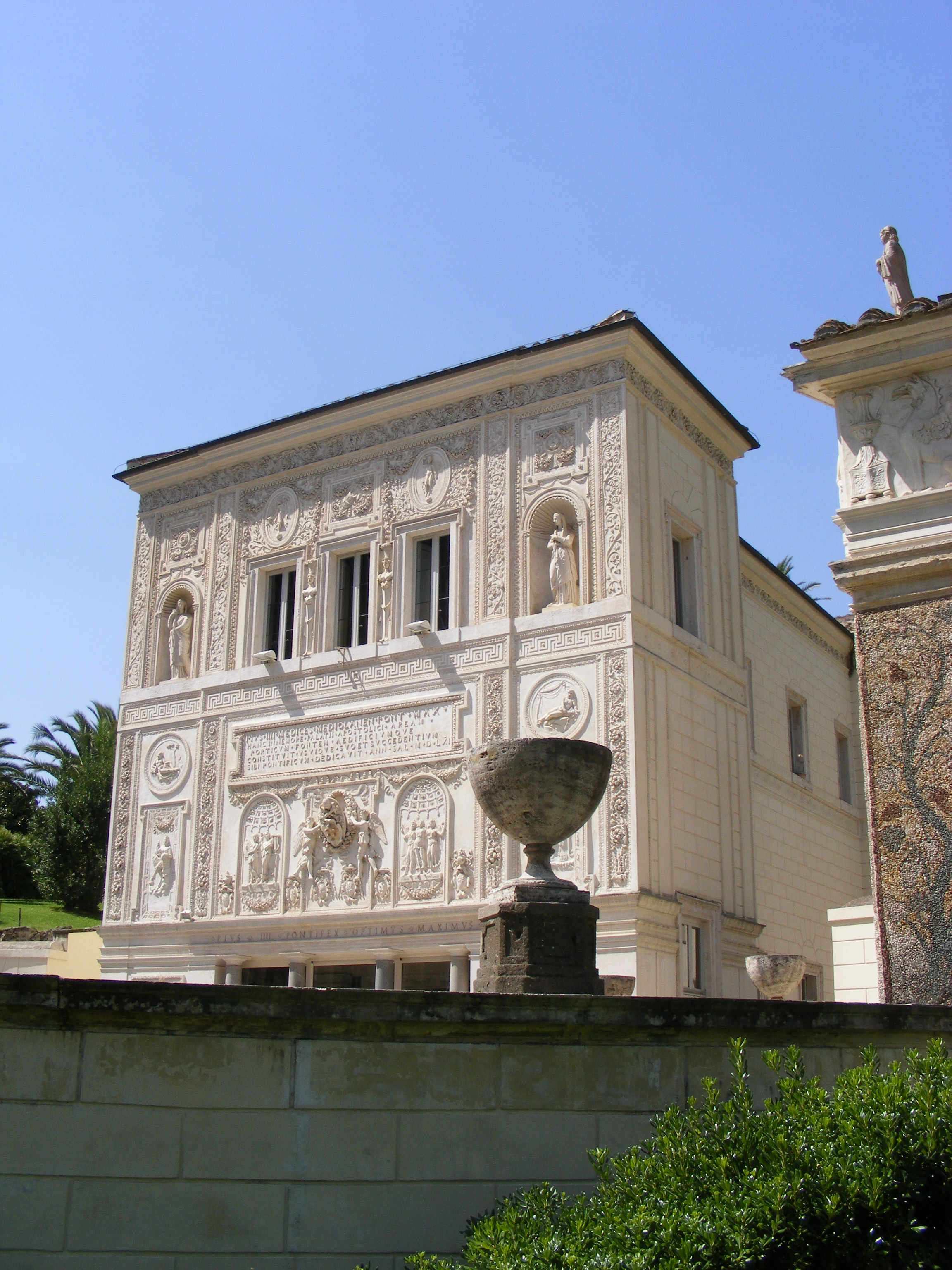
Maniëristisch front van de Casino di Pio IV

De Pauselijke Academie van Sint Thomas van Aquino (Italiaans: Pontificia Accademia di San Tommaso di Aquino), is een rooms-katholieke, bij de Dicasterie voor Cultuur en Onderwijs – en via deze bij de Romeinse Curie – aangesloten academie die tot doel heeft in de geest van Thomas van Aquino de harmonie van geloof en rede, van theologie en wijsbegeerte te onderzoeken en te beschrijven. Van de academie gingen belangrijke impulsen ter stimulering van het neothomisme uit.

## Geschiedenis en statuten
De Academie is onder de naam Romeinse Academie van Sint-Thomas van Aquino op 15 oktober 1879 door paus Leo XIII door middel van de brief Iampridem gesticht en feestelijk opgericht op 8 mei 1880. De oprichting paste binnen het streven van Leo XIII om de theologie en filosofie van Thomas van Aquino tot grondslag van het katholieke denken te maken, zoals hij dit op 4 augustus 1879 verwoord had in de encycliek Aeterni patris. De Academie is ruim vijftig jaar later door paus Pius XI (op 10 januari 1934) vernieuwd en van naam veranderd, en zij heette sindsdien Pauselijke Academie van Sint-Thomas van Aquino en de Katholieke godsdienst.
De leiding van de Academie was oorspronkelijk in handen van één kardinaal. Met het motu proprio Non multo post van 31 december 1914 bepaalde Benedictus XV dat de leiding in handen zou komen van drie kardinalen waarvan de eerste president de iure de prefect voor de congregatie van seminaries en universiteiten zou zijn. Dit was vanaf 1915 kardinaal Benedetto Lorenzelli (1953-1915), te samen met de kardinalen Louis Billot en Michele Lega.
Johannes XXIII creëert in 1959 het niet in de statuten voorziene ambt van vice-president en benoemt Antonio Piolanti (1911-2001). Hij zal vele decennia “het hart en de ziel” van de academie vormen.
Paulus VI benoemt in 1965 kardinaal Michael Browne O.P. (1887-1971) tot enige president. Na diens dood in 1971 blijft het ambt van president vacant tot de benoeming van kardinaal Luigi Ciappi O.P.  (1909-1996) in 1979 door Johannes Paulus II. Door het overlijden van kardinaal Ciappi in 1996 en het niet invullen van het presidentschap, als ook de ziekte van Mons. Antonio Piolanti maakt de academie “moeilijke en praktisch gesproken steriele jaren” door.
Ten slotte heeft paus Johannes Paulus II in een motu proprio van 28 januari 1999, getiteld Inter Munera Academiarum, de statuten en de naam van de Academie vernieuwd en daarmee haar doel en bestaan bevestigd en uitgelegd. Hij deed dit in de geest van de Encycliek Fides et Ratio. De naam van de Academie luidt sinds 1999: Pauselijke Academie van Sint Thomas van Aquino.De Academie heeft sinds 2017 haar zetel in de Palazzo della Cancelleria. Hiermee is men teruggekeerd naar de oorspronkelijke zetel die tussen 1999 en 2016 gelegen was in de Casina Pio IV, een Villa uit de late Renaissance, gelegen in de Vaticaanse tuinen.
Het document Inter Munera Academiarum beschrijft de rol van Thomas van Aquino als volgt:
“Doctor Humanitatis” (Leraar van de Mensheid) is de naam die Wij geven aan Sint-Thomas van Aquino omdat hij altijd gereed stond de waarden van alle culturen te ontvangen. In de culturele omstandigheden van onze tijd lijkt het zeer gepast dit onderdeel van de thomistische leer dat handelt over de mensheid klaarder uit te drukken aangezien zijn stellingen omtrent de waardigheid van de menselijke persoon en het gebruik van zijn verstand, in volledige harmonie met het geloof, Sint-Thomas maken tot een leraar van onze tijd. De mensen, bijzonder in onze tijd, zijn begaan met de vraag: wat is de mens?
De opdracht van de Academie wordt in hetzelfde document beschreven als volgt:
In de huidige culturele omstandigheden die Wij beschreven, leek het passend, ja noodzakelijk voor deze Academie dat Zij fungeert als een centraal en international forum voor een betere en nauwkeurigere studie van de leer van Sint-Thomas opdat op deze wijze het metafysisch realisme van de actus essendi die de gehele Wijsbegeerte en theologie van de Engelachtige Leraar doordringt, in dialoog zou kunnen treden met de vele richtingen van het huidige onderzoek en de huidige leer.
Het bestuur van de Academie is volgens de statuten van 1999 in handen van een president (niet langer een kardinaal) en een secretaris-prelaat, beiden gekozen door de Paus voor een periode van vijf jaar welke hernieuwbaar is, en van een consilium academiae van zes leden, naast de president en de secretaris-prelaat, gekozen door de leden van de academie.
De statuten van 1999 voorzien in vijf soorten van leden:
1. ordinarii: de gewone leden, vijftig in aantal, benoemd door de staatssecretaris;
2. emeriti: gewone leden worden emeriti op hun tachtigste verjaardag en verliezen actief stemrecht in de vergadering;
3. ereleden;
4. corresponderende leden;
5. leden-weldoeners[8].

## Activiteiten en publicaties
De Academie organiseerde van 15-25 april 1925 voor het eerst een internationaal thomistisch congres.
Het tweede internationaal congres vond plaats van 23-28 november 1935.
Het derde internationaal congres vond plaats van 11-17 september 1950. Paus Pius XII besloot het congres met de toespraak 'Singulari animi', gepubliceerd in AAS 42 (1950), 734-735.
Het vierde internationaal congres vond plaats van 13-17 september 1955 waarbij paus Pius XII op 14 september de toespraak 'Nous vous souhaitons' hield, gepubliceerd in AAS 1947 (1955), 683-691.
Het vijfde internationaal congres, gewijd aan de moraalfilosofie, vond plaats van 13-17 september 1960, waarbij paus Johannes XXIII een toespraak hield, gepubliceerd in AAS 52 (1960), 821-824.
Het zesde internationaal congres, met als thema God in de wijsbegeerte van de heilige Thomas en in de hedendaagse wijsbegeerte, vond plaats in 1965., waarbij paus Paulus VI een toespraak hield op 10 september 1965, gepubliceerd in AAS 57 (1965), 778-792.
Het zevende internationaal congres, naar aanleiding van de 700ste sterfdag van Thomas van Aquino vond plaats van 17-24 april 1974. De acta beslaan negen omvangrijke volumes. De toespraak van paus Paulus VI vond plaats op 20 april en werd gepubliceerd in AAS 66 (1974), 265-267.. 
Het achtste internationaal congres herdacht de publicatie van Aeterni Patris en vond plaats van 15-17 september 1980. De acta omvatten acht volumes. De toespraak door paus Johannes Paulus II werd gepubliceerd in AAS 72 (1980), 1036-1046.
Het negende internationaal congres vond plaats van 24-29 september 1990 en had als thema Doctor Humanitatis. De toespraak van Johannes Paulus II werd gepubliceerd in AAS 83 (1991), 404-410.
Het tiende internationaal vond in van 21-24 september 2003 plaats en had als thema Het christelijke humanisme in het derde millennium. Johannes Paulus II richtte een boodschap aan de deelnemers.
Het elfde internationaal congres, gepland voor 2020 en uitgesteld vanwege de pandemie-maatregelen, heeft plaatsgevonden van 19-24 september 2022 onder de titel Vetera novis augere. The resources of the Thomist tradition in the current context.
De plenaire vergadering vindt eenmaal per jaar in juni plaats in de zetel van de Academie.
Van 1881 tot 1891 gaf de Academie een tijdschrift uit genaamd L'Accademia Romana di S. Tommaso. Van 1935 tot 1947 publiceerde de Academie het jaarboek Acta Pont. Academiae Romanae S. Thomae Aq. et Religionis Catholicae. Sinds 1948 publiceert de Academie Doctor Communis, eerst als tijdschrift, maar sinds enkele jaren als jaarboek waarin de acta van de jaarlijkse, plenaire vergadering verschijnen.

## Leiding
Presidenten
- Abelardo Lobato O.P. (1999-2005), Spaanse dominicaan
- Edward Kaczynski O.P. (2005-2008), Poolse dominicaan
- Lluis Clavell (2008-2014), priester van het Opus Dei
- Serge-Thomas Bonino O.P. (6 november 2014-heden), Franse dominicaan

Secretaris-prelaat
- Bisschop Marcélo Sanchez Sorondo (1999-22 juni 2016)
- Guido Mazzotta (22 juni 2016-25 november 2022)
- Luca Tuninetti (25 november 2022-heden)

## Leden in 2024
1. Serge-Thomas Bonino, O.P. (1961)
2. Stephen L. Brock (1957)
3. Rocco Buttiglione (1948)
4. Rafael Tomás Caldera (1945)
5. Angelo Campodonico (1949)
6. Romanus Cessario, O.P. (1944)
7. Alain Contat (1955)
8. Martin Echavarria Anavitarte (1972)
9. Gilles Emery, O.P. (1962)
10. Kevin L. Flannery, S.J. (1950)
11. Yves Floucat  (1950)
12. Eudaldo Forment (1946)
13. Gloria Frost
14. Simon Gaine, O.P.
15. Wojciech Giertych, O.P. (1951)
16. Harm Goris (1960)
17. John Hittinger (1952)
18. Russell Hittinger (1949)
19. Reinhard Huetter (1958)
20. Ruedi (Rudolf) Imbach (1946)
21. Isabel Iribarren (1972)
22. Guyla Klima (1956)
23. José A. Izquierdo Labeaga, L.C. (1948)
24. Dominic Legge O.P.
25. Steven A. Long (1954)
26. Mauro Mantovani S.D.B. (1966)
27. Costante Marabelli (1953)
28. Enrique Martinez (1963)
29. Guido Mazzotta (1945)
30. Julio Raúl Méndez (1952)
31. Tomas Melendo Granados (1951)
32. Charles Morerod, O.P. (1961)
33. John P. O’Callaghan (1962)
34. Michael Pakaluk (1957)
35. Mario Pangallo (1962)
36. Emmanuel Perrier O.P. (1969)
37. Pasquale Porro (1964)
38. François-Xavier Putallaz (1957)
39. Luis Romera (1962)
40. Piotr Roszak (1978)
41. Juan José Sanguineti (1946)
42. Therese Scarpelli Cory (1982)
43. Giuseppe Tanzella Nitti (1955)
44. Rudi te Velde (1957)
45. David Torrijos Castrillejo (1981)
46. Luca F. Tuninetti (1963)
47. Aldo  Vendemiati (1961)
48. Jörgen Vijgen (1974)
49. Michael Waldstein (1954)
50. Thomas Joseph White, O.P. (1971)

## Leden uit de Lage Landen
Als een van de eerste leden werd benoemd de Nederlandse dominicaan Johannes Vincentius de Groot (1848-1922) en de Belgische benedictijn Laurentius Janssens (1855-1925). Andere bekende leden waren o.a. Louis de Raeymaeker (1895-1970) en Fernand Van Steenberghen (1904-1993).
Sinds het overlijden van Jan A. Aertsen (1938-2016), Leo Elders (1926-2019) en Robert Wielockx (1942-2024) telt de Academie de volgende Nederlandstalige leden: uit Nederland Harm Goris (benoemd in 2019) en Rudi te Velde (benoemd in 2022) en uit Vlaanderen Carlos Steel (benoemd in 2003) en Jörgen Vijgen (benoemd in 2018).